# Condado de Towns
O Condado de Towns é um dos 159 condados do Estado americano de Geórgia. A sede do condado é Hiawassee, e sua maior cidade é Hiawassee. O condado possui uma área de 446 km², uma população de 9 319 habitantes, e uma densidade populacional de 22 hab/km² (segundo o censo nacional de 2000). O condado foi fundado em 6 de março de 1856.